# 弗朗索瓦·吉拉尔
弗朗索瓦·吉拉尔（法語：François Girard，1963年1月12日—），男，加拿大电影导演、编剧。代表作有电影《红色小提琴》。